# Landau-Theorie
Die Landau-Theorie ist in der Physik eine Theorie zur Beschreibung von Phasenübergängen. Sie wird nach dem russischen Physiker Lew Landau bezeichnet. Diese Theorie beruht auf einer polynomiellen Entwicklung der freien Enthalpie als Funktion eines Parameters, des sogenannten Ordnungsparameters, in der Nähe des Phasenübergangs.
Diese Theorie wird bei Phasenübergängen angewendet, die sich durch den Verlust bestimmter Symmetrieelemente auszeichnen. Die Form des Landaupotentials ist durch die Symmetrie der Phasen festgelegt und kann daher durch gruppentheoretische Methoden bestimmt werden. In der Tat ist die Landautheorie die erste Anwendung der Gruppentheorie in der Thermodynamik.
Die grundlegenden Prinzipien dieser Theorie wurden von Landau 1937 vorgestellt. In der Folge wurde diese allgemeine Theorie von verschiedenen Arbeitsgruppen auf spezielle Fälle angewendet, die man daher mit leicht unterschiedlichen Namen bezeichnet: Landau-Ginzburg-Theorie der Supraleiter, Landau-Devonshire-Theorie der Ferroelektrika etc.

## Allgemeine Eigenschaften
Die Landau-Theorie ist eine „lokale“ Theorie. Sie war als eine Näherung in der Umgebung um den Phasenübergangspunkt gedacht, das heißt für kleine Werte des Ordnungsparameters.
Dennoch kommt es vor, dass der Gültigkeitsbereich dieser Theorie einen deutlich weiteren Bereich umfasst.
Die Landau-Theorie ist eine „phänomenologische“ Theorie: unter Verwendung thermodynamischer Methoden ist sie in der Lage, alle Phänomene, die in Zusammenhang mit einem Phasenübergang auftreten, in einem einheitlichen Modell zu beschreiben, aber sie trifft keine Aussagen über die mikroskopischen Ursachen dieses Phasenübergangs. In der Praxis werden die Entwicklungskoeffizienten der Landautheorie durch das Experiment bestimmt.
Darüber hinaus ist diese Theorie eine „mean-field“ Theorie: Die zugrundeliegenden mikroskopischen Wechselwirkungen werden nicht einzeln betrachtet, sondern es wird über sie gemittelt. Daher kann diese Theorie die Fluktuationen des Ordnungsparameters um seinen Gleichgewichtswert nicht berücksichtigen. Diese können aber gerade in der Nähe des Phasenübergangs eine bedeutende Rolle spielen.

## Konzepte

### Symmetriebrechung
Die Eigenschaften eines Körpers stehen in engem Zusammenhang mit seiner Symmetrie, die in vielen Fällen durch eine entsprechende Raumgruppe beschrieben werden kann. Bei einem Phasenübergang zweiter Ordnung ändert sich die Symmetrie des Systems und damit dessen Eigenschaften. So kann es dabei unter anderem zu einer spontanen Entstehung zusätzlicher Größen wie zum Beispiel einer Magnetisierung, dielektrischen Polarisation oder Deformation kommen.
Im Gegensatz zu einem Phasenübergang erster Ordnung ändert sich bei einem Phasenübergang zweiter Ordnung der Zustand des Systems kontinuierlich. Im Punkt des Phasenübergangs stimmen die Zustände der Hoch- bzw. Tieftemperaturphase überein. Daraus folgt, dass die eine Raumgruppe eine Untergruppe der anderen sein muss. In den meisten Fällen entspricht die Phase höherer Symmetrie der Hochtemperaturphase und die niedrigerer Symmetrie der Tieftemperaturphase. Dies ist aber kein thermodynamisches Gesetz und erlaubt daher Ausnahmen, wie zum Beispiel am unteren Curie-Punkt des Seignettesalzes.

### Ordnungsparameter Q
In der hochsymmetrischen Phase ist es nach den Postulaten der Thermodynamik möglich, das ganze System durch Angabe einer kleinen Anzahl von Zustandsgrößen (wie zum Beispiel Druck und Temperatur) zu charakterisieren. Beim Phasenübergang verschwinden einige Symmetrieeigenschaften. Die Angabe von Druck und Temperatur reicht zur Charakterisierung des Zustands nicht mehr aus. Man benötigt daher eine zusätzliche Variable: den Ordnungsparameter Q.
Der Ordnungsparameter ist a priori eine abstrakte Größe. Er beschreibt den Vorgang, der für den Phasenübergang ursächlich verantwortlich ist. In vielen Fällen kann man ihn daher mit einem konkreten mikroskopischen Vorgang identifizieren. Der Ordnungsparameter ist im Allgemeinen eine tensorielle Größe.
Der Ordnungsparameter wird so definiert, dass er in der höhersymmetrischen Phase den Wert Null und in der tiefersymmetrischen Phase einen Wert ungleich Null hat. Darüber hinaus ist für die Theorie sein Symmetrieverhalten wichtig.
Damit das Landaupotential zu einem Phasenübergang 2. Ordnung führt, müssen die drei Landaubedingungen und das Landau-Ginzburg-Kriterium erfüllt sein:
- 1. Landaubedingung: Die Symmetriegruppe der Phase mit gebrochener Symmetrie R1 muss eine Untergruppe der Phase mit der vollen Symmetrie R0 sein.
- 2. Landaubedingung: Die Symmetriebrechung wird durch eine einzige Darstellung von R0, die aktive Darstellung, beschrieben, die nicht die 1-Darstellung von R0 sein darf.
- 3. Landaubedingung: Die symmetrische dritte Potenz der aktiven Darstellung darf nicht die 1-Darstellung von R0 enthalten.
- Landau-Ginzburg-Kriterium: Das antisymmetrische Quadrat der aktiven Darstellung darf keine Darstellung enthalten, die wie die Komponente eines Vektors transformiert.

Insgesamt führen die Bedingungen dazu, dass Potenzen ungerader Ordnung nicht im Landaupotential erscheinen. Das vierte Kriterium schränkt die möglichen Orte in der Brillouinzone, an denen der Phasenübergang stattfinden kann, stark ein.

### Das Landaupotential
Zur Beschreibung des Phasenübergangs wird der Ordnungsparameter {\displaystyle Q} als zusätzliche Variable in der freien Enthalpie {\displaystyle G(P,T)} berücksichtigt. Dabei muss man beachten, dass {\displaystyle Q} in einem gewissen Sinn nicht gleichwertig zu {\displaystyle P} und {\displaystyle T} ist: während Druck und Temperatur beliebig vorgegeben werden können, muss der Gleichgewichtswert von {\displaystyle Q} aus der Bedingung, dass die freie Enthalpie ein Minimum annehmen soll, bestimmt werden.
In der Nähe des Phasenübergangs nimmt der Ordnungsparameter kleine Werte an. Daher kann die freie Enthalpie in eine Reihe nach Potenzen von {\displaystyle Q} entwickelt werden. Terme erster und dritter Ordnung in {\displaystyle Q} werden nicht berücksichtigt, da ansonsten die Hochtemperaturphase beziehungsweise der Phasenumwandlungspunkt keine thermodynamisch stabilen Zustände wären. Aus dieser Forderung ergeben sich auch die Landaubedingungen (siehe oben). Die freie Enthalpie hat somit folgende Form:
{\displaystyle G(T,P,Q)=G_{0}(T,P)+{\frac {A(T,P)}{2}}\,Q^{2}+{\frac {B(T,P)}{4}}\,Q^{4}}
wobei die Entwicklungskoeffizienten prinzipiell von Druck und Temperatur abhängen können. Der Wert des Ordnungsparameter wird bestimmt aus
1. {\displaystyle {\frac {\partial G(P,T,Q)}{\partial Q}}=0=AQ+BQ^{3}=Q(A+BQ^{2})}
und
2. {\displaystyle {\frac {\partial ^{2}G(P,T,Q)}{\partial Q^{2}}}=A+3BQ^{2}>0}
Die möglichen Lösungen für diese Gleichungen sind zusammen mit den Bedingungen an die Koeffizienten und die Bedeutung der entsprechenden Phase im Folgenden zusammengestellt:
| Ordnungsparameter                     | Koeffizienten           | Temperatur           | Phase                |
| ------------------------------------- | ----------------------- | -------------------- | -------------------- |
| {\displaystyle Q=0}                   | {\displaystyle A>0}     | {\displaystyle T>Tc} | Hochtemperaturphase  |
| {\displaystyle Q=0}                   | {\displaystyle A=0}     | {\displaystyle T=Tc} | Phasenübergangspunkt |
| {\displaystyle Q^{2}=-{\frac {A}{B}}} | {\displaystyle A<0,B>0} | {\displaystyle T<Tc} | Tieftemperaturphase  |

wobei {\displaystyle T_{c}} die Phasenumwandlungstemperatur ist.
Im Rahmen der Landau-Theorie werden für die Entwicklungskoeffizienten {\displaystyle A} und {\displaystyle B} die einfachsten Annahmen gemacht, die diese Forderung erfüllen:
{\displaystyle \ A(T,P)=a(T-T_{c})} und {\displaystyle \ B(T,P)=B>0}
wobei {\displaystyle a} konstant und größer Null ist.
Setzt man diese in die freie Enthalpie ein, so ergibt sich das Landaupotential:
{\displaystyle G(T,P,Q)=G_{0}(T,P)+{\frac {a}{2}}(T-T_{c})Q^{2}+{\frac {B}{4}}Q^{4}}
Für den Ordnungsparameter gilt {\displaystyle Q=0} in der Hochtemperatur- und {\displaystyle Q^{2}={\frac {a}{B}}(T_{c}-T)} in der Tieftemperaturphase.

### Der Phasenübergang
Zur Untersuchung des Verhaltens des Systems am Phasenübergang wird das Landaupotential wie ein normales thermodynamisches Potential behandelt. Für die Entropie {\displaystyle S} gilt:
{\displaystyle S=-{\frac {\partial G}{\partial T}}=-{\frac {\partial G_{0}}{\partial T}}-{\frac {\partial \;\left({\frac {a}{2}}(T-T_{c})Q^{2}+{\frac {B}{4}}Q^{4}\right)}{\partial T}}=S_{0}-aQ^{2}}
wobei {\displaystyle S_{0}=-{\frac {\partial G_{0}}{\partial T}}} die Entropie des Systems ohne Phasenübergang ist.
Setzt man für {\displaystyle Q} die Gleichgewichtswerte ein ergibt sich:
| Temperaturbereich       | Phase                | Entropie                                            |
| ----------------------- | -------------------- | --------------------------------------------------- |
| {\displaystyle T>T_{c}} | Hochtemperaturphase  | {\displaystyle \ S_{0}}                             |
| {\displaystyle T=T_{c}} | Phasenübergangspunkt | {\displaystyle \ S_{0}}                             |
| {\displaystyle T<T_{c}} | Tieftemperaturphase  | {\displaystyle \ S_{0}-{\frac {a^{2}}{B}}(T_{c}-T)} |

Die Entropie bleibt im Phasenübergang stetig. Sie ist in der Tieftemperaturphase geringer, als die in die Tieftemperaturphase extrapolierte Entropie der Hochtemperaturphase.
Die spezifische Wärmekapazität {\displaystyle C_{p}} ergibt sich aus:
{\displaystyle C_{p}=T\left({\frac {\partial S}{\partial T}}\right)_{P}={\begin{cases}C_{p0}&{\text{Hochtemperaturphase}}\\C_{p0}+{\frac {a^{2}T_{c}}{2B}}&{\text{Tieftemperaturphase}}\end{cases}}}
wobei auch hier {\displaystyle C_{p0}=T\left({\frac {\partial S_{0}}{\partial T}}\right)_{P}} die spezifische Wärmekapazität des Systems ohne Phasenübergang ist.
Die spezifische Wärmekapazität hat an {\displaystyle T_{c}} einen Sprung. Da {\displaystyle a} und {\displaystyle B} positive Größen sind, ist die Wärmekapazität in der Tieftemperaturphase höher als in der Hochtemperaturphase.
Die Tatsache, dass die 1. Ableitung des Landaupotentials stetig, die 2. Ableitung aber unstetig an {\displaystyle T_{c}} ist bedeutet, dass das Landaupotential in dieser Form in der Tat einen Phasenübergang 2. Ordnung beschreibt. Im Gegenzug zeigt dies auch, dass ein Phasenübergang, der mit einer Änderung der Symmetrie des Systems verbunden ist, von mindestens 2. Ordnung sein muss.

### Die Ordnungsparametersuszeptibilität
Ein auch für die experimentelle Untersuchung wichtige Größe ist die Ordnungsparametersuszebtibilität {\displaystyle \chi }. Ihr Inverses ist die 2. Ableitung des Landaupotentials nach dem Ordnungsparameter:
{\displaystyle {\frac {1}{\chi }}={\frac {\partial ^{2}G}{\partial Q^{2}}}=A+3BQ^{2}={\begin{cases}a(T-T_{c})&{\text{Hochtemperaturphase}}\;(Q=0)\\-2a(T-T_{c})&{\text{Tieftemperaturphase}}\;(Q^{2}=-{\frac {A}{B}})\end{cases}}}
Die Ordnungsparametersuszebtibilität hat daher in beiden Phasen die Form:
{\displaystyle \chi ={\frac {C}{T-Tc}}}
Im Rahmen der Landautheorie folgt also für die Ordnungsparametersuszebtibilität ein Curie-Weiss-Gesetz mit der Curie-Konstanten {\displaystyle C=1/a} (Hochtemperatur-) und {\displaystyle C=-1/2a} (Tieftemperaturphase).